# バラム (悪魔)

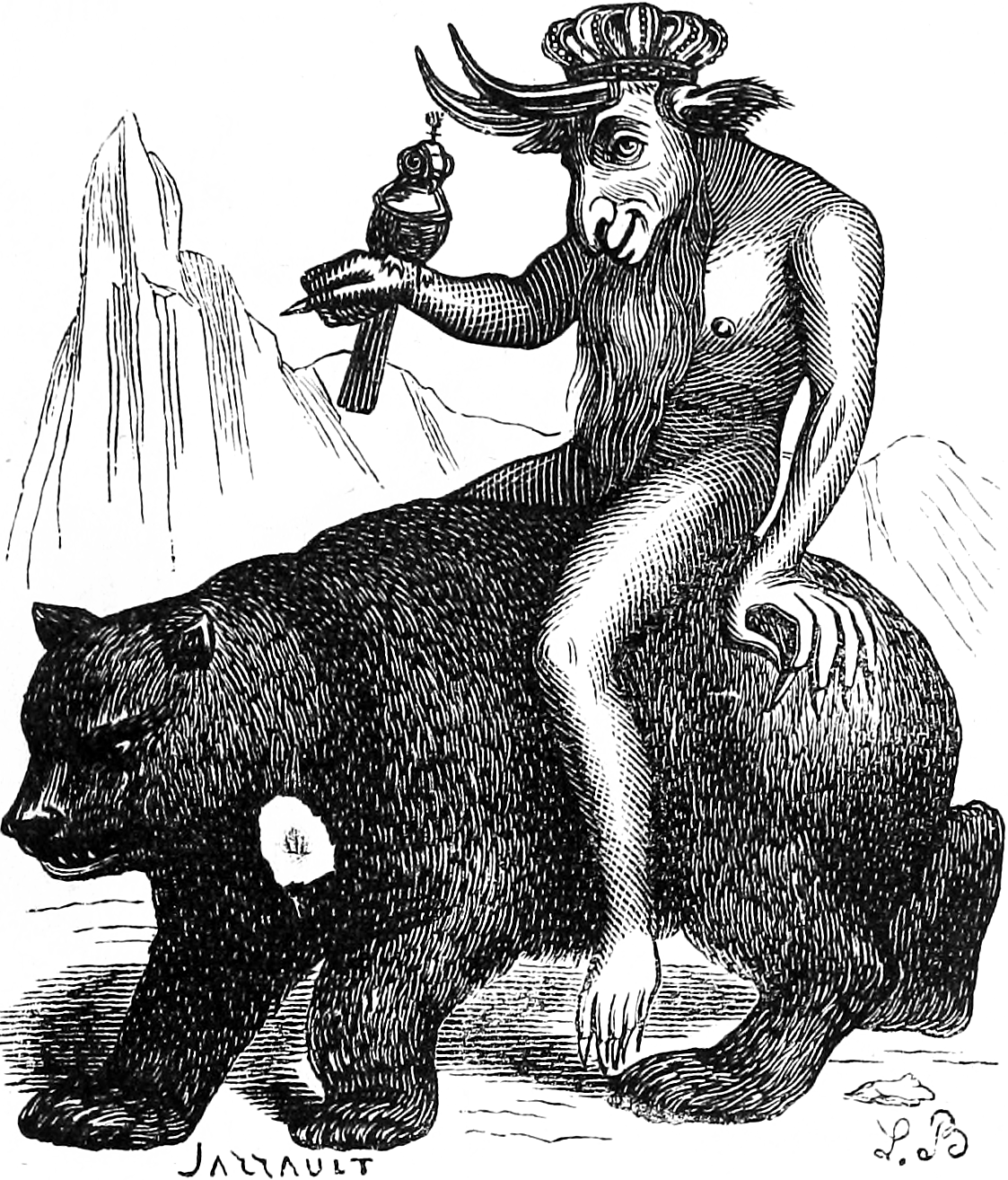
コラン・ド・プランシー著『地獄の辞典』第6版（1863年）「バラン」の項の挿絵

バラム（Balam）は、悪魔学における悪魔の一人。

## 概要
『ゴエティア』では51番目に、『悪魔の偽王国』では62番目に記述される、40の軍団を指揮する大いなる力強き王である。
召喚者の前に、三つの頭を持った姿で現れる。第一の頭は牡牛、第二の頭は人間、第三の頭は牡羊である。蛇の尾を持ち、燃えるように真っ赤な両目を持ち、凶暴な熊にまたがっている。また、その拳にオオタカ（『悪魔の偽王国』では単に「タカ」）を乗せている。
しわがれた声で語り、過去と現在と未来について正確な答えを述べ、人を不可視にし賢くさせる能力がある。『悪魔の偽王国』によると、堕天する前は主天使であった。
コラン・ド・プランシーの『地獄の辞典』ではバラン（Balan）と記述され、アレイスター・クロウリーとマグレガー・メイザースが編集した版のゴエティアにはBalamの他にBalaamという綴りも書かれている。